# Rubus russeus
Rubus russeus är en rosväxtart som beskrevs av Liberty Hyde Bailey. Rubus russeus ingår i släktet rubusar, och familjen rosväxter. Inga underarter finns listade i Catalogue of Life.